# Короткоклювый бурый бюльбюль
Короткоклювый бурый бюльбюль (лат. Xanthomixis zosterops) — вид воробьиных птиц из семейства Bernieridae. Выделяют 4 подвида. Обитают только на Мадагаскаре.

## Описание
Длина тела 16—16,5 см. Самцы весят 16—20,5 г, а самки 13,5—22,5 г.
Это крепкие маленькие птички с большой округлой головой, характерным тонким и заостренным клювом, округлыми крыльями и закругленным концом хвоста: в целом эти птицы очень напоминают соловьев Японии.
Оперение оливково-серого цвета на лбу, макушке, задней части шеи, спине, крыльях и хвосте (последние две части с более темными перьями и явными коричнево-темно-желтыми краями), а также на узкой полосе, которая сбоку клюва достигает глаза, образуя маску.
Клюв чёрный на верхней стороне и оранжево-розоватый с черноватым кончиком снизу. Ноги телесно-розовые, а глаза тёмно-коричневые.

## Биология
Питаются членистоногими, в частности, жуками, термитами, уховёртками, полужесткокрылыми, муравьями. Гнездование зафиксировано в сентябре-декабре. Гнездо эти птицы выстилают мхом, листьями и другими растительными материалами.
МСОП присвоил виду охранный статус «Вызывающие наименьшие опасения» (LC).